# Capuliatu
Le capuliatu (ou capuliato) est une préparation culinaire sicilienne traditionnelle, à base de tomates séchées, lié, en particulier, a la Plaine de Vittoria, dans le Libre consortium municipal de Raguse. Le capuliato est utilisé dans la cuisine locale pour agrémenter certains plats, notamment les pâtes et le pain.

## Dénomination
Le terme capuliatu signifie « haché » ou « moulu » en sicilien et fait allusion à la façon de travailler les tomates séchées.

## Histoire
Initialement en Europe, la tomate était utilisée comme plante ornementale et ce n'est qu'au XIXe siècle qu'elle s'est répandue au niveau gastronomique,,.
Il est convenu que le capuliatu est né et s'est propagé de Vittoria,, ville idéale pour l'agriculture et toujours liée à la production de tomates et de légumes divers. En effet ici se trouve le plus grand marché de fruits et légumes de Sicile et l'un des plus importants d'Italie et d'Europe,.
Le capuliato a été élaboré lorsque les méthodes de conservation de la sauce tomate et de la culture en serre de cette dernière n'étaient pas encore pratiquées. La recette s'est rapidement répandue dans d'autres régions de la province et à la ville voisine, Gela. Comme les tomates n'étaient pas disponibles en hiver, elles ont été séchées et transformées pendant les mois chauds, généralement en juillet et août, puis conservées pour assaisonner les pâtes et le pain tout au long de l'année.

## Préparation
La tomate est coupée en tranches, qui sont séchées au soleil pour enlever toute humidité. Puis les rondelles obtenues sont broyées, généralement avec un hachoir à viande (anciennement avec un couteau), puis mises dans l'huile. Si elles ne sont pas mixées, on appelle cela ciappe (ou ciappa, en sicilien). Le capuliatu est utilisé pour saupoudrer les pâtes, la salade ou agrémenter les paninis. Le capuliatu piccante repose sur une préparation identique, à laquelle on ajoute du piment pour en relever le goût.

## Recettes plus célèbres
Les pâtes classiques al capuliato comprennent l'ail, l'huile d'olive extra vierge et le capuliato, avec l'ajout de basilic ou de persil à la fin (éléments qui, cependant, n'étaient pas facilement disponibles en hiver). Il peut être enrichi de chapelure frite, de chapelure grillée, de fromage râpé et d'autres condiments. Les pâtes longues sont indiquées, généralement les classiques spaghettis no 5. Le pain est rempli de capuliato, d'huile d'olive extra vierge et d'ingrédients tels que fromage, anchois, origan ou basilic et piment.

## Production et disponibilité industrielle
Nombreuses sont les entreprises productrices, en particulier à Vittoria, la patrie du capuliato, grâce à laquelle le produit est facilement disponible dans les supermarchés de toute la Sicile, en particulier dans le sud-est. La tradition de la production à la maison reste forte.